# وسائط الاعلام بالمملكة المتحدة

شعار بي بي سي من عام 2021.

وسائط الاعلام بالمملكة المتحدة هناك عدة أنواع مختلفة من وسائل الإعلام الجماهيرية في المملكة المتحدة: التلفزيون والراديو والصحف والمجلات والمواقع الإلكترونية وتشتهر المملكة المتحدة بصناعة الموسيقى الكبيرة، جنبًا إلى جنب مع فنانيها الجدد والقادمين. تمتلك البلاد أيضًا صناعة بث وصناعة سينمائية كبيرة.
المملكة المتحدة لديها مجموعة متنوعة من مقدمي الخدمات وأبرزها هو مذيع الخدمة العامة المملوكة للقطاع العام وهيئة الإذاعة البريطانية (بي بي سي) وأكبر المنافسين لهيئة الإذاعة البريطانية هم ITV plc ، التي تدير 13 من 15 محطة بث تلفزيونية إقليمية تشكل شبكة ITV ، والمذيع Sky .
يتم تغطية وسائل الإعلام الإقليمية من خلال الإذاعة المحلية والتلفزيون والصحف المطبوعة Reach plc (Trinity Mirror سابقًا) تدير 240 صحيفة محلية وإقليمية ويتولى وزير الدولة للشؤون الرقمية والثقافة والإعلام والرياضة المسؤولية الكاملة عن ملكية وسائل الإعلام والبث.

## المشاهدون
في عام 2009، قدر أن الأفراد يشاهدون ما متوسطه 3.75 ساعة من التلفزيون في اليوم ويستمعون إلى 2.81 ساعة من الراديو واستحوذت قنوات البث العامة الرئيسية في هيئة الإذاعة البريطانية على ما يقدر بنحو 28.4٪ من إجمالي المشاهدة التلفزيونية؛ وشكلت القنوات المستقلة الرئيسية الثلاث 29.5٪ والقنوات الفضائية والرقمية الأخرى ذات الأهمية المتزايدة على 42.1٪ المتبقية. وتراجعت مبيعات الصحف منذ السبعينيات وفي عام 2009 أفاد 42٪ من الناس أنهم يقرؤون صحيفة وطنية يومية  وفي عام 2010، كان 82.5٪ من سكان المملكة المتحدة من مستخدمي الإنترنت وهي أعلى نسبة بين الدول العشرين التي تضم أكبر عدد إجمالي من المستخدمين في ذلك العام.

## المنظمات
هيئة الإذاعة البريطانية (بي بي سي) هي هيئة الإذاعة الوطنية للمملكة المتحدة. يقع مقرها الرئيسي في Broadcasting House في لندن وهي أقدم مذيع وطني في العالم وأكبر مذيع في العالم من حيث عدد الموظفين ويعمل بها أكثر من 22000 موظف في المجموع، منهم ما يقرب من 19000 في البث في القطاع العام.   وتأسست هيئة الإذاعة البريطانية (BBC) بموجب ميثاق ملكي وتعمل بموجب اتفاقها مع وزير الدولة للشؤون الرقمية والثقافية والإعلامية والرياضية. ويتم تمويل عملها بشكل أساسي من خلال رسوم ترخيص التلفزيون السنوية التي يتم فرضها على جميع المنازل والشركات والمؤسسات البريطانية التي تستخدم أي نوع من المعدات لتلقي أو تسجيل البث التلفزيوني المباشر و iPlayer اللحاق بالركب. وتم تحديد الرسوم من قبل الحكومة البريطانية ووافق عليها البرلمان،  وتستخدم لتمويل خدمات الإذاعة والتلفزيون والخدمات عبر الإنترنت التي تبثها هيئة الإذاعة البريطانية التي تغطي دول ومناطق المملكة المتحدة ومنذ 1 أبريل 2014، قامت أيضًا بتمويل خدمة BBC World Service (التي تم إطلاقها في عام 1932 باسم BBC Empire Service) والتي تبث بـ 28 لغة وتقدم خدمات تلفزيونية وراديوية وعبر الإنترنت شاملة باللغتين العربية والفارسية.
تعمل هيئة الإذاعة البريطانية (BBC) على تشغيل العديد من القنوات التلفزيونية محليًا ودوليًا بي بي سي وان وبي بي سي تو وتشمل القنوات الأخرى القناة الثقافية والوثائقية BBC Four ، وقنوات الأخبار BBC News وBBC World News ، والقناة البرلمانية BBC Parliament ، وقناتان للأطفال، CBBC و CBeebies وكما تقوم بتشغيل خدمة تلفزيون الإنترنت BBC Three وبي بي سي لديها عشر محطات إذاعية تخدم المملكة المتحدة بأكملها وسبع محطات أخرى في «المناطق الوطنية» (ويلز، واسكتلندا، وأيرلندا الشمالية) و 39 محطة محلية أخرى تخدم مناطق محددة في إنجلترا. هذه هي BBC Radio 1 ، التي تقدم موسيقى جديدة وأنماط شعبية وتشتهر بعرضها البياني؛ راديو بي بي سي 2 ، يلعب موسيقى معاصرة للبالغين وموسيقى الريف والسول من بين العديد من الأنواع الأخرى؛ راديو بي بي سي 3 ، يقدم الموسيقى الكلاسيكية والأوبرا والجاز والموسيقى العالمية والدراما والثقافة والفنون وتبث المحطة حفلات بي بي سي برومز، بشكل مباشر وكامل وكل صيف بالإضافة إلى عروض أوركسترا ومغني بي بي سي وهناك إنتاجات منتظمة لكل من المسرحيات الكلاسيكية والدراما التي تم تكليفها حديثًا وإذاعة بي بي سي 4 وتركز على الشؤون الجارية والعلوم والتاريخ والبرامج الواقعية وغيرها من البرامج القائمة على الكلام بما في ذلك الدراما والكوميديا؛ و BBC Radio 5 Live ، تبث برامج إخبارية ورياضية ومناقشات على مدار الساعة.
بالإضافة إلى هذه المحطات الخمس، تدير BBC خمس محطات أخرى تبث على DAB وعبر الإنترنت فقط وتكمل هذه المحطات وتتوسع في المحطات الخمس الكبرى وتم إطلاقها في عام 2002. راديو بي بي سي 1Xtra sisters Radio 1، ويبث موسيقى سوداء جديدة ومسارات حضرية. راديو بي بي سي 5 لايف سبورتس اكسترا سيسترز 5 لايف ويقدم تحليلات رياضية إضافية بما في ذلك البث الرياضي. يقدم راديو بي بي سي 6 ميوزيك أنواعًا موسيقية بديلة وهو معروف كمنصة للفنانين الجدد. قدم راديو بي بي سي 4 إكسترا دراما أرشيفية وكوميديا وبرامج للأطفال والمحطة الأخيرة هي شبكة بي بي سي الآسيوية إذ توفر الموسيقى والحديث والأخبار لهذا القسم من المجتمع.
بالإضافة إلى المحطات الوطنية، توفر BBC أيضًا 40 محطة إذاعية محلية لـ BBC في إنجلترا وجزر القنال، كل منها مسماة وتغطي مدينة معينة والمنطقة المحيطة بها (على سبيل المثال راديو بي بي سي بريستول)، مقاطعة أو منطقة (على سبيل المثال راديو بي بي سي ثلاث مقاطعات)، أو منطقة جغرافية (على سبيل المثال راديو بي بي سي سولنت يغطي الساحل الجنوبي الأوسط). وبثت ست محطات أخرى فيما تسميه هيئة الإذاعة البريطانية «المناطق الوطنية»: ويلز واسكتلندا وأيرلندا الشمالية. هذه هي BBC Radio Wales (باللغة الإنجليزية) و BBC Radio Cymru (باللغة الويلزية) و BBC Radio Scotland (باللغة الإنجليزية) و BBC Radio nan Gaidheal (باللغة الاسكتلندية الغيلية) و BBC Radio Ulster و BBC Radio Foyle ، وهذا الأخير هو اختيار - خارج محطة راديو أولستر لشمال غرب أيرلندا الشمالية.
بالنسبة إلى الجمهور في جميع أنحاء العالم، توفر خدمة BBC World Service الأخبار والشؤون الجارية والمعلومات بأكثر من 33 لغة بما في ذلك اللغة الإنجليزية في جميع أنحاء العالم وهي متوفرة في أكثر من 150 عاصمة ولديها جمهور أسبوعي يقدر بـ 192 مليون، وتستقبل مواقعها على شبكة الإنترنت 38 جمهورًا مليون شخص في الأسبوع. يتم تمويل الخدمة من خلال منحة برلمانية تديرها وزارة الخارجية وتدير BBC Online العديد من المواقع الفرعية التي تركز على أنواع المعرفة المختلفة التي تتمحور حول مواضيع العلوم والطبيعة والحياة البرية والفنون والثقافة والدين والأخلاق والطعام والتاريخ واللغة. على سبيل المثال، تحتوي BBC Food على وصفات تعرض على مختلف برامج الطهي في BBC وتشترك BBC History في جدول زمني تفاعلي للأحداث الرئيسية والأفراد وتحتوي BBC Natural على قاعدة بيانات للطبيعة والمخلوقات، ويعلم موقع اللغة العبارات وأكثر بـ40 لغة  تم تضمينه في هذا النطاق موقع الويب الخاص بـ Your Paintings الذي تم استقباله جيدًا والذي قام بفهرسة كل لوحة في الملكية العامة للعرض. تشمل خدمات بي بي سي الأخرى BBC Music وBBC Film وBBC Earth و BBC Weather و BBC Learning و BBC Schools و BBC Research و BBC Archives و BBC Sounds وBBC Culture .
Sky هي شركة بث واتصالات تقدم خدمات التلفزيون والإنترنت ذات النطاق العريض. منتج سكاي الرئيسي هو Sky Q وقنواتها الرئيسية هي Sky Showcase و Sky Arts و Sky Atlantic ايضاً UKTV وهي اذاعة متعددة القنوات مملوكة بالكامل لشركة BBC Studios تم تشكيلها في 1 نوفمبر 1992 من خلال مشروع مشترك بين BBC و Thames Television وهي واحدة من أكبر شركات التلفزيون في المملكة المتحدة. وتتوفر قنوات UKTV عن طريق ساتل رقمي أو اشتراك كابل في المملكة المتحدة وأيرلندا كما وتتوفر قنوات ديف ودراما وأمس على فريفيو وفريسات، وهما خدمتان تلفزيونيتان مجانيتان في المملكة المتحدة، معظم البرامج على القنوات هي عمليات بث متكررة لإنتاجات من أرشيف بي بي سي وتشمل الجهات الفاعلة الأخرى في وسائل الإعلام في المملكة المتحدة ITV plc ، التي تدير 11 من 15 محطة تلفزيون إقليمية تشكل شبكة ITV.
News UK هي الناشر الحالي لصحف مثل The Times و The Sunday Times. رويترز هي منظمة إخبارية دولية تأسست في إنجلترا ومقرها لندن. توظف حوالي 2500 صحفي و 600 مصور صحفي في حوالي 200 موقع حول العالم وهي واحدة من أكبر وكالات الأنباء في العالم.

## المراكز الإعلامية

### لندن
تهيمن لندن على قطاع الإعلام في المملكة المتحدة حيث توجد الصحف الوطنية وشبكات التلفزيون والإذاعة إلى حد كبير هناك. تشمل المراكز البارزة Fleet Street و BBC Broadcasting House . المتخصصة في الصحف المحلية City AM هي صحيفة مجانية تركز على الأعمال التجارية ويتم نشرها من الاثنين إلى الجمعة. وعادة ما يكون متاحا من حوالي الساعة السادسة صباحا في محطات النقل في لندن ويتم تسليمه في نقاط رئيسية في City و Canary Wharf ومواقع أخرى في وسط لندن.

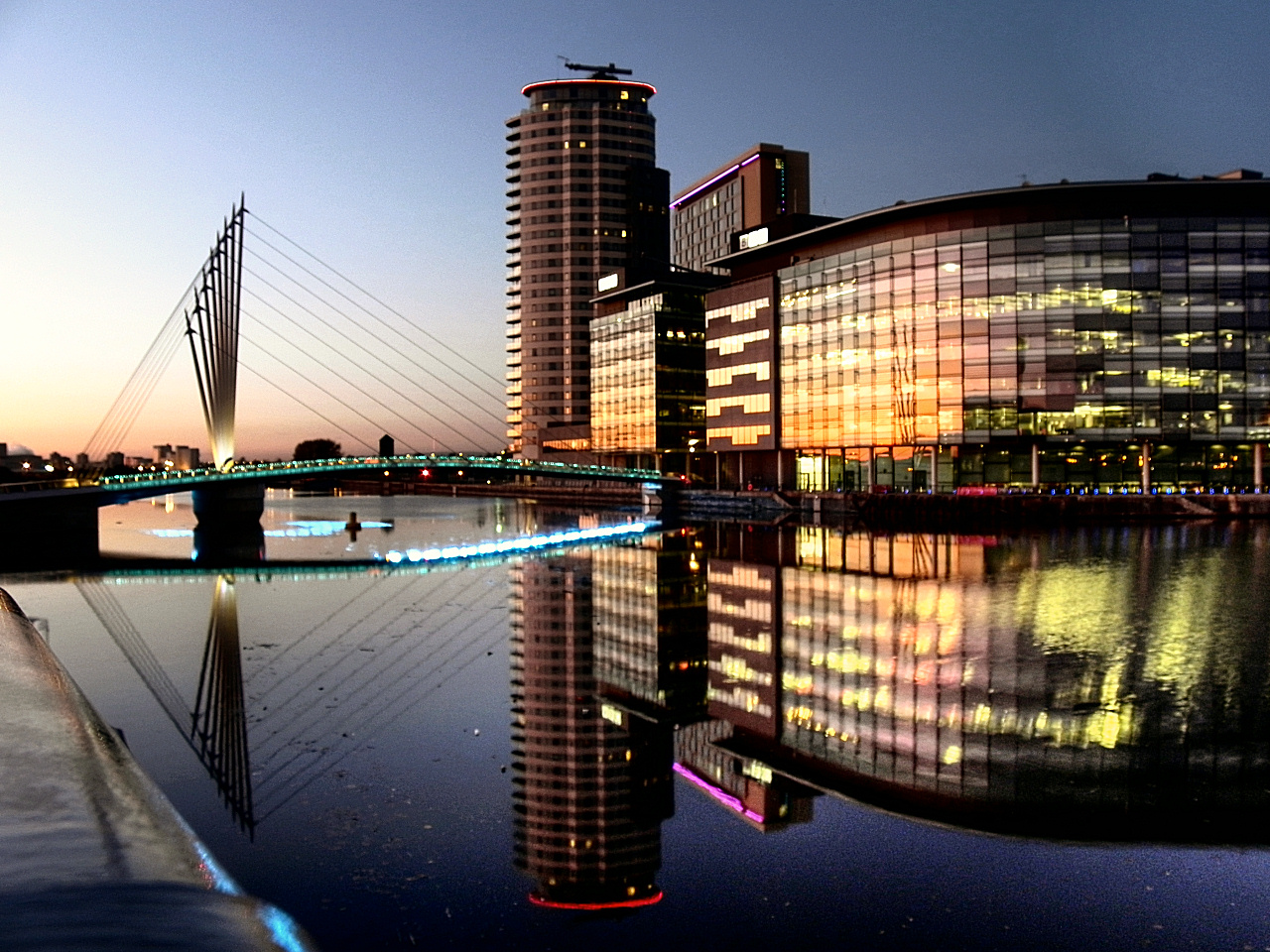
تعد Mediacity في مانشستر الكبرى أكبر منشأة إنتاج إعلامي في المملكة المتحدة.

### مانشستر الكبرى
مانشستر الكبرى وهي أيضا مركز إعلامي وطني هام وتشمل مراكز بارزة MediaCityUK على بعد 200 فدان (80ha) منشأة لانتاج وسائل الإعلام في سالفورد.
تأسست صحيفة الجارديان الوطنية في مانشستر عام 1821 وكانت تعرف باسم مانشستر جارديان حتى عام 1959 وفي الخمسينيات من القرن الماضي وبالتزامن مع نمو التلفزيون تم إنشاء امتياز تلفزيون غرناطة بواسطة سيدني بيرنشتاين. وبالتالي كانت استوديوهات Granada أول استوديوهات تلفزيونية مبنية لهذا الغرض في المملكة المتحدة أنتج الامتياز برامج تلفزيونية مثل Coronation Street و Up Series يوجد في بي بي سي حاليًا قسمان من ستة أقسام أعمال رئيسية مقرها هنا مجموعة بي بي سي الشمالية التي تضم عددًا من الأقسام المهمة بما في ذلك بي بي سي بريكفاست وبي بي سي للأطفال وبي بي سي سبورت وراديو بي بي سي 5 وبي بي سي نورث ويست والقسم الآخر هو بي بي سي فيوتشر ميديا وبالإضافة إلى ذلك يوجد لدى ITV قسمان رئيسيان من أعمالها مقرهما هنا ITV Studios المسؤولة عن إنتاج الشبكات البريطانية والدولية وITV Granada مزود الخدمة الإقليمي الخاص بها وتمتلك جامعة سالفورد أيضًا حرمًا إعلاميًا ومركزًا للأبحاث مقره في مدينة الإعلام.

### المراكز الرئيسية الأخرى
تعد إدنبرة وغلاسكو وكارديف مراكز مهمة لإنتاج الصحف والإذاعة في اسكتلندا وويلز على التوالي.

## الطباعة
تأسست حرية الصحافة في بريطانيا العظمى عام 1695  أسسها الناشر جون والتر في عام 1785 وصحيفة التايمز هي أول صحيفة تحمل هذا الاسم وأعارته إلى العديد من الصحف الأخرى حول العالم وهي المنشئ طباعة الـTimes Roman المستخدم على نطاقٍ واسع، الذي أنشأه فيكتور لاردينت وبتفويض من ستانلي موريسون عام 1931  لعب قطب الصحف والنشر ألفريد هارمزورث دورًا رئيسيًا في «تشكيل الصحافة الحديثة» - قدم هارمسورث أو استغل «المحتويات الواسعة والأسواق الإقليمية التابعة والاستقلال عن سيطرة الحزب» - وكان يُطلق عليه «أعظم شخصية قطعت طريقها في شارع فليت ستريت.» 
أسس جيمس ويلسون The Economist عام 1843، وتأسست صحيفة Financial Times اليومية عام 1888 وأسس إدوارد كيف ، الذي أسس مجلة جنتلمان عام 1731 ومصطلح «مجلة» لدورية، وكان أول ناشر ينجح في تصميم مطبوعة واسعة النطاق  أسس فانيتي فير ، التي أسسها توماس جيبسون بولز، رسومًا كاريكاتورية لأشخاص مشهورين اشتهرت به اليوم.
ومن رواد نشر الأطفال جعل جون نيوبري من أدب الأطفال جزءا مستداماً ومربحاً من السوق الأدبية  نُشر تاريخ حذاء Little Goody Two-Shoes بواسطة نيوبري (Newbery) في عام 1765.  أحدثت Penguin Books التي أسسها السير ألين لين في عام 1935 ثورة في النشر في ثلاثينيات القرن الماضي من خلال كتاباتها الورقية غير المكلفة إذ قدمت روايات ذات غلاف ورقي عالي الجودة وغير خيالية إلى السوق الجماهيري  تأسست Puffin Books في عام 1940 وهي بصمة الأطفال لـ Penguin Books قصة الفزاعة لباربرا إيفان تود ، Worzel Gummidge ، كانت أول كتاب عن قصة Puffin في عام 1941.
كتاب غينيس للأرقام القياسية هو من بنات أفكار السير هيو بيفر  ثلاثية EL James الرومانسية المثيرة: Fifty Shades of Grey و Fifty Shades Darker و Fifty Shades Freed وقد باعت أكثر من 125 مليون نسخة على مستوى العالم، وسجلت رقمًا قياسيًا في المملكة المتحدة باعتباره الأسرع مبيعًا غلاف ورقي  نشأت قوانين حقوق النشر في بريطانيا مع قانون آن (المعروف أيضًا باسم قانون حقوق النشر 1709)، والذي حدد الحقوق الفردية للفنان ويتم توضيح الحق في الاستفادة مالياً من العمل وقد أقرت أحكام وتشريعات المحاكم بالحق في التحكم في العمل، مثل ضمان الحفاظ على سلامته  أعطى قانون آن للناشرين حقوقًا لفترة محددة وتنتهي بعدها حقوق النشر.
يبلغ حجم مبيعات قطاع النشر المطبوع في المملكة المتحدة، بما في ذلك الكتب والخوادم والأدلة وقواعد البيانات والمجلات والمجلات ووسائل الإعلام التجارية والصحف ووكالات الأنباء حوالي 20 مليار جنيه إسترليني ويعمل بها حوالي 167000 شخص. تشمل الصحف الوطنية الشهيرة The Times و Financial Times وThe Guardian وThe Daily Telegraph وفقًا لتقرير عام 2021 الصادر عن تحالف الإصلاح الإعلامي، فإن 90٪ من وسائل الإعلام المطبوعة على مستوى المملكة المتحدة مملوكة ومدارة من قبل ثلاث شركات فقط، Reach plc (سابقًا Trinity Mirror) و News UK و DMG Media وارتفع هذا الرقم من 83٪ في عام 2019  كما وجد التقرير أن ست شركات تدير 83٪ من الصحف المحلية أكبر ثلاثة ناشرين محليين - Newsquest و Reach و JPI Media - يتحكم كل منهم في خمس سوق الصحافة المحلية أي أكثر من حصة أصغر 50 ناشرًا محليًا مجتمعين. 

### الصحف
تم تقسيم الصحف البريطانية تقليديًا إلى صحف «عالية الجودة» ذات عقلية جادة (يشار إليها عادةً باسم «الصحف العريضة» نظرًا لحجمها الكبير) وأكثر من ذلك «التابلويد». لتسهيل القراءة، تحولت العديد من الصحف العريضة التقليدية إلى تنسيق أكثر إحكاما ، تستخدمه الصحف الشعبية تقليديا.
الجارديان هي صحيفة ليبرالية «عالية الجودة» وصحيفة " فاينانشيال تايمز" هي صحيفة الأعمال الرئيسية، مطبوعة على ورق مميّز من ورق السالمون الوردي  اسكتلندا لديها تقليد مميز لقراء الصحف (انظر قائمة الصحف في اسكتلندا) تتمتع صحيفة التابلويد ديلي ريكورد بأعلى نسبة تداول من أي صحيفة يومية إذ تفوقت على صحيفة The Scottish Sun بأربعة إلى واحد، بينما تتصدر الصحيفة الشقيقة، Sunday Mail ، سوق الصحف يوم الأحد بالمثل الصحيفة اليومية «عالية الجودة» الرائدة في اسكتلندا هي The Herald ، على الرغم من أنها الصحيفة الشقيقة للاسكتلنديين ، واسكتلندا يوم الأحد هي التي تتصدر سوق الصحف يوم الأحد  في نوفمبر 2014 تم إطلاق صحيفة جديدة في اسكتلندا تسمى The National.
وتدير Reach plc 240 وهي صحيفة محلية وإقليمية في المملكة المتحدة بالإضافة إلى الصحف الوطنية Daily Mirror و Sunday Mirror و The People والتي اشترت Northern &amp; Shell في عام 2018 وبالتالي أضافت Daily Express و Daily Star إلى مستقرها   في عام 2018، أنشأت TheGuardian.com و News UK (The Times و The Sunday Times و The Sun) و The Daily Telegraph منصة مشتركة للمعلنين لشراء الإعلانات عبر الإنترنت عبر العديد من المواقع الإخبارية الرائدة وتسمى مشروع الأوزون  وفي وقت لاحق من العام انضمت Reach plc إلى المنصة إذ جلبت جميع الصحف الوطنية في المملكة المتحدة تقريبًا إلى المنصة  اعتبارًا من عام 2020 وكانت الصحيفة الأكثر تداولًا هي مترو حيث بلغ عدد قراءها 1426535 قارئًا  وشهدت صحيفة «صن» وغيرها من الصحف اليومية انخفاضاً في التداول. 

### المجلات
تُباع مجموعة كبيرة من المجلات في المملكة المتحدة تغطي معظم الاهتمامات والمواضيع المحتملة وتشمل المجلات والمجلات البريطانية التي حققت انتشارًا عالميًا The Economist و <i id="mwAxI">Prospect</i> و Nature و New Scientist و New Statesman و Private Eye و The Spectator و Radio Times و NME .

### الكتب
في عام 1477 طبع ويليام كاكستون في وستمنستر The Dictes أو Sayengis of the Philosophres والذي يُعتبر «أول كتاب مؤرخ طُبع في إنجلترا»  تمت دراسة تاريخ الكتاب في المملكة المتحدة من مجموعة متنوعة من الزوايا الثقافية والاقتصادية والسياسية والاجتماعية وجمعت الجمعية الببليوغرافية المتعلمة لأول مرة في عام 1892 ومن بين العلماء المؤثرين في السنوات الأخيرة فريدريك ساذرلاند فيرجسون وفيليب جاسكل ورونالد برونليس ماكيرو وألفريد دبليو بولارد واعتبارا من عام 2020 سبع شركات في المملكة المتحدة مرتبة بين أكبر في العالم الناشرين من الكتب من حيث الإيرادات: بلومزبري ومطبعة جامعة كامبريدج وانفورما ومطبعة جامعة أكسفورد وبيرسون وكوارتو والمجموعة RELX.
تأسست مكتبة بودليان بجامعة أكسفورد عام 1602. تم إنشاء المكتبة البريطانية رسميًا في عام 197 وهي المكتبة الوطنية للمملكة المتحدة  وهي واحدة من أكبر المكتبات في العالم كمكتبة للإيداع القانوني وتتلقى المكتبة البريطانية نسخًا من جميع الكتب المنتجة في المملكة المتحدة وأيرلندا بما في ذلك نسبة كبيرة من الكتب الخارجية الموزعة في المملكة المتحدة والمكتبة هي هيئة عامة غير إدارية ترعاها وزارة الرقمية والثقافة والإعلام والرياضة والمكتبة البريطانية هي مكتبة بحثية رئيسية وتحتوي على عناصر بالعديد من اللغات وبعدة صيغ ومطبوعة ورقمية: كتب، مخطوطات، مجلات، صحف، مجلات، تسجيلات صوتية وموسيقى، فيديوهات، نصوص مسرحية، براءات اختراع، قواعد بيانات، خرائط الطوابع والمطبوعات والرسومات  وتضم مجموعات المكتبة حوالي 14 مليون كتاب،  بالإضافة إلى مقتنيات كبيرة من المخطوطات والمواد التي يعود تاريخها إلى عام 2000 قبل الميلاد وتحتفظ المكتبة ببرنامج للحصول على المحتوى وتضيف حوالي ثلاثة ملايين عنصر كل عام تشغل 9.6 كيلومتر (6 ميل) من مساحة الرف الجديدة.
ينص قانون مكتبات الإيداع القانوني لعام 2003 على أن المكتبة البريطانية تتلقى نسخة من كل عمل مطبوع ينشر في المملكة المتحدة ويحق لخمس مكتبات أخرى الحصول على نسخ منها: مكتبة جامعة كامبريدج، ومكتبة بودليان بجامعة أكسفورد، ومكتبة اسكتلندا الوطنية، ومكتبة كلية ترينيتي ، دبلن، ومكتبة ويلز الوطنية. أصبحت وكالة حق المؤلف ومقرها لندن وكالة مكتبات الإيداع القانوني ومقرها إدنبرة في عام 2009. وفي عام 2013، ساهم النشر في الاقتصاد الإبداعي في المملكة المتحدة بـ 231000 وظيفة. لا يزال الناشرون البريطانيون، مثل Penguin Books وPearson ، لاعبين مهيمنين في الصناعة ويستمرون في نشر العناوين على مستوى العالم.

## الإذاعة

### مذياع

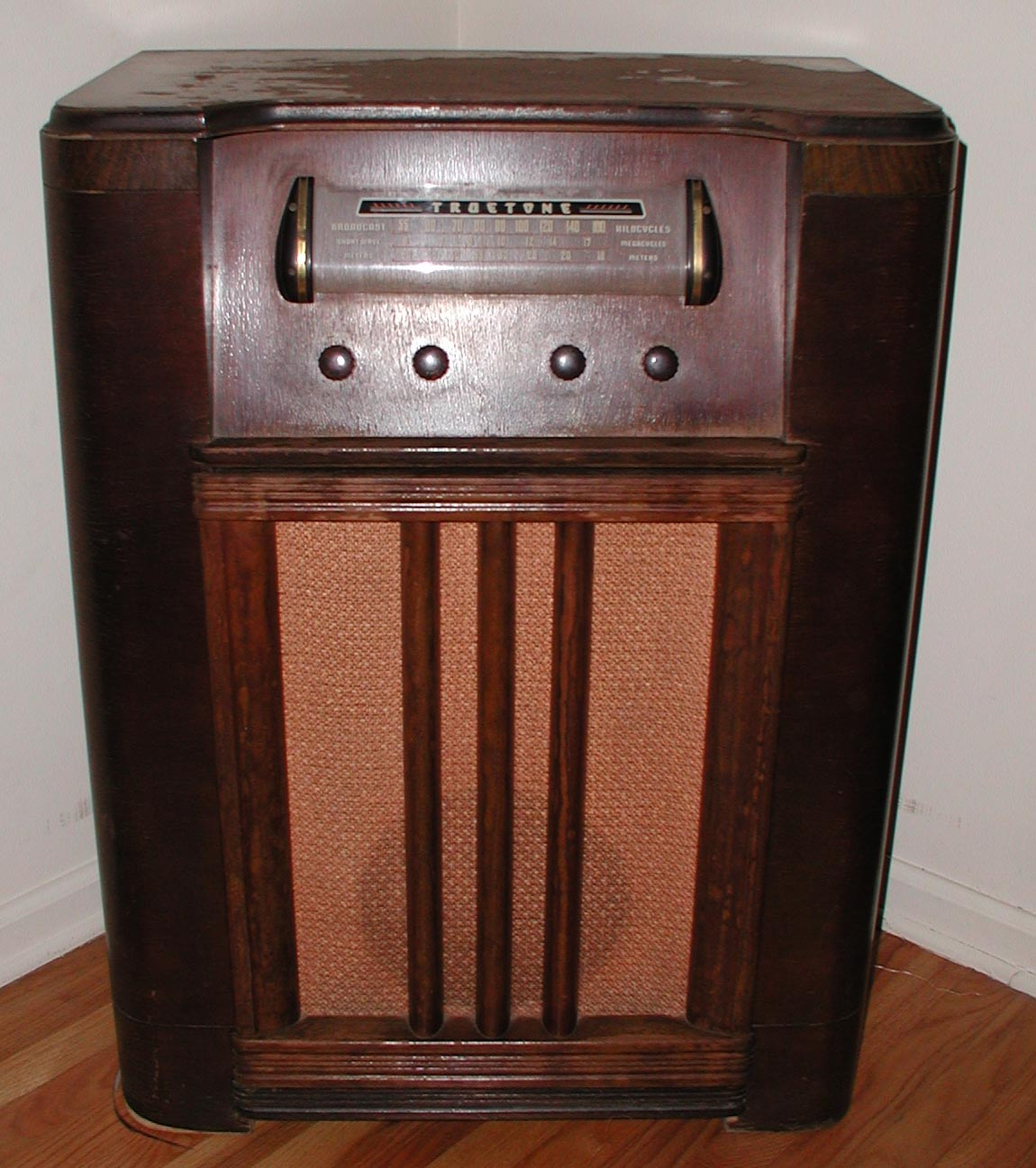
صورة لراديو ماركة Truetone

تهيمن هيئة الإذاعة البريطانية (BBC) على الراديو في المملكة المتحدة إذ تشغل محطات إذاعية في كل من المملكة المتحدة وخارجها ويتم بث شبكة راديو BBC World Service بـ 33 لغة على مستوى العالم ومحليًا، تدير BBC أيضًا عشر شبكات وطنية وأكثر من 40 محطة إذاعية محلية بما في ذلك الخدمات باللغة الويلزية على BBC Radio Cymru و Gaelic على إذاعة BBC Radio nan Gàidheal في اسكتلندا والأيرلندية في أيرلندا الشمالية  يتم تمويل الخدمات المحلية لهيئة الإذاعة البريطانية من خلال ترخيص التلفزيون. يتم تمويل إذاعة BBC World Service Radio المستهدفة دوليًا من قبل وزارة الخارجية وشؤون الكومنولث وعلى الرغم من أنه اعتبارًا من عام 2014 سيتم تمويلها من خلال ترخيص التلفزيون  المحطة الإذاعية الأكثر شعبية من حيث عدد المستمعين هي BBC Radio 2 ، تليها BBC Radio 4 وBBC Radio 1 ومكن التقدم في تكنولوجيا الراديو الرقمي من إطلاق العديد من المحطات الجديدة من قبل الشركة.
بدلاً من العمل ككيانات مستقلة، فإن العديد من المحطات الإذاعية المحلية التجارية مملوكة لمجموعات إذاعية كبيرة تبث تنسيقًا مشابهًا للعديد من المناطق وأكبر مشغل لمحطات الراديو هو Global Radio ، صاحب العلامات التجارية الرئيسية لراديو Heart و Smooth وCapital. كما تمتلك كلاسيك إف إم وراديو سلس وراديو إكس والملاك الآخرون هم Wireless Group و Bauer Radio وهناك عدد من المحطات الإذاعية المجتمعية  التي تبث للجمهور المحلي.

### التلفاز
المملكة المتحدة ليس لديها تلفزيون تناظري وتتكون الخدمة الرقمية المجانية للبث من شركتي بث عام مستأجرتين ، وهما BBC والقناة 4 وشركتان تلفزيونيتان تجاريتان (ITV و Channel 5) متخصصتان في الترفيه والدراما والفنون والعلوم والطبيعة والأفلام الوثائقية والرياضية والكوميديا وما إلى ذلك وبالإضافة إلى ذلك تقدم خدمة Freeview المجانية في المملكة المتحدة عددًا كبيرًا من قنوات الترفيه والموسيقى والرياضة والتسوق من أمثال CBS و UKTV وSky وهناك خمس قنوات تلفزيونية رئيسية على مستوى البلاد: BBC One وBBC Two وITV وChannel 4 و Channel 5 - يتم نقلها حاليًا عن طريق إشارات البث الأرضي الرقمي المجانية مع القنوات الثلاث الأخيرة الممولة من الإعلانات التجارية ويتم توفير الغالبية العظمى من خدمات تلفزيون الكابل الرقمي بواسطة Virgin Media مع تلفزيون القمر الصناعي المتاح من Freesat أو Sky والتلفزيون الرقمي الأرضي المجاني من Freeview . تحولت الدولة بأكملها إلى الرقمية (من إشارة تناظرية سابقًا) في عام 2012.

بي بي سي أربعة

تدير هيئة الإذاعة البريطانية BBC عدة قنوات تلفزيونية في المملكة المتحدة وخارجها ويتم بث خدمة بي بي سي الإخبارية التلفزيونية الدولية، بي بي سي وورلد نيوز، في جميع أنحاء العالم. يتم تمويل الخدمات المحلية لهيئة الإذاعة البريطانية من خلال ترخيص التلفزيون  ولا يقتصر الأمر على تشغيل BBC One وBBC Two ، بل يعمل أيضًا على BBC Four و BBC News و BBC Parliament وقنوات الأطفال التلفزيونية CBBC و CBeebies ويتم تشغيل خدمات البث التلفزيوني الدولي بواسطة BBC Studios على أساس اشتراك تجاري عبر خدمات الكابل والأقمار الصناعية ويمتلك هذا الذراع التجاري لهيئة الإذاعة البريطانية UKTV أيضًا. 
القناة 4 مستأجرة بالمثل لهيئة الإذاعة البريطانية (BBC)، مع صلاحيات توفير خدمة البث العامة وبرامج المدارس ومع ذلك فهي تدير إعلانات تجارية لتوفير تدفق الإيرادات وينتج عددًا من القنوات الرقمية، التي تحمل علامة القناة 4 ، بالإضافة إلى More4 و Film4 .
يعتمد المشغلون التجاريون على الإعلانات لتحقيق إيراداتهم ويتم تشغيلهم كمشاريع تجارية وعلى عكس مشغلي الخدمات العامة. ينقل امتياز ITV 3 شبكات مختلفة في أجزاء مختلفة من البلاد وتُعرف هذه باسم ITV في إنجلترا وويلز والحدود الاسكتلندية وجزيرة مان وجزر القنال و STV في وسط وشمال اسكتلندا و UTV في أيرلندا الشمالية. تقوم ITV أيضًا بتشغيل ITV2 و ITV3 و ITV4 و CITV - وهذا الأخير مخصص للأطفال - عبر قنوات ITV الرقمية. يمتلك المذيع Sky العديد من القنوات الرئيسية وبما في ذلك Sky Arts و Sky Showcase و Sky Nature و Sky Cinema و Sky Atlantic.
الجمعية التليفزيونية الملكية (RTS) هي مؤسسة خيرية تربوية لمناقشة وتحليل التلفزيون بجميع أشكاله في الماضي والحاضر والمستقبل ويعتبر أقدم مجتمع تلفزيوني في العالم أكاديمية راديو مكرسة «للتشجيع والاعتراف وتعزيز التميز في البث الإذاعي والإنتاج الصوتي في المملكة المتحدة»  تم تشكيلها عام 1983 ويتم إدارتها من خلال مجلس أمناء برئيس ونائب رئيس ومدير عام  وتشمل مسؤولياتهم تصميم وتخطيط وتنفيذ المشاريع والبرامج.

## الإنترنت
شاركت المملكة المتحدة في الإنترنت طوال نشأتها وتطورها وتوفر البنية التحتية للاتصالات السلكية واللاسلكية في المملكة المتحدة الوصول إلى الإنترنت للشركات والمستخدمين المنزليين في أشكال مختلفة، بما في ذلك الألياف والكابلات وDSL واللاسلكي والمتنقل .
نمت نسبة الأسر المعيشية التي لديها إمكانية الوصول إلى الإنترنت في المملكة المتحدة من 9 بالمائة في عام 1998 إلى 93 بالمائة في عام 2019 , وفي الواقع كان جميع البالغين الذين تتراوح أعمارهم بين 16 و 44 عامًا في المملكة المتحدة من مستخدمي الإنترنت الجدد (99٪) في عام 2019، مقارنة بـ 47٪ من البالغين الذين تتراوح أعمارهم بين 75 عامًا وأكثر؛ في المجموع وثالث أعلى نسبة في أوروبا وينفق المتسوقون عبر الإنترنت في المملكة المتحدة لكل أسرة أكثر من المستهلكين في أي بلد آخر وكان عرض النطاق الترددي للإنترنت لكل مستخدم للإنترنت هو السابع على مستوى العالم في عام 2016، وكان متوسط سرعة الاتصال بالإنترنت والذروة في الربع الأعلى في عام 2017 وتضاعف استخدام الإنترنت في المملكة المتحدة في عام 2020. تشمل المواقع الأكثر زيارة في المملكة المتحدة google.com و youtube.co.uk و facebook.com و bbc.co.uk و google.co.uk و ebay.co.uk.

## اللائحة
بعد تحقيق Leveson ، تم إنشاء لجنة التعرف على الصحافة (PRP) بموجب الميثاق الملكي بشأن التنظيم الذاتي للصحافة للحكم على ما إذا كان منظمو الصحافة يفيون بالمعايير التي أوصى بها تحقيق Leveson للاعتراف بها بموجب الميثاق. بحلول عام 2016، كان لدى المملكة المتحدة هيئتان تنظيميتان جديدتان للصحافة، منظمة معايير الصحافة المستقلة (IPSO)، التي تنظم معظم الصحف الوطنية والعديد من وسائل الإعلام الأخرى، و IMPRESS ، التي تنظم عددًا أقل بكثير من المنافذ ولكنها الجهة المنظمة الوحيدة المعترف بها من قبل تنظيم الصحافة. PRP (منذ أكتوبر 2016).
يتم تنظيم وسائط البث (التلفزيون والراديو والفيديو عند الطلب) والاتصالات السلكية واللاسلكية والخدمات البريدية من قبل Ofcom. تتمتع Ofcom بصلاحيات واسعة النطاق عبر قطاعات التلفزيون والراديو والاتصالات والبريد ومن واجبها القانوني تمثيل مصالح المواطنين والمستهلكين من خلال تعزيز المنافسة وحماية الجمهور من المواد الضارة أو العدوانية.  وبعض المجالات الرئيسية التي تترأسها Ofcom هي الترخيص والبحث والقواعد والسياسات والشكاوى والمنافسة وحماية الراديو وتم إنشاء المنظم في البداية بموجب قانون مكتب الاتصالات لعام 2002 وحصل على سلطته الكاملة من قانون الاتصالات لعام 2003 وتشرف Ofcom أيضًا على استخدام وسائل التواصل الاجتماعي والأجهزة في المملكة المتحدة وذكرت بي بي سي أن أوفكوم تحلل استخدام وسائل الإعلام للشباب (من سن 3 إلى 15 عامًا) لجمع معلومات حول كيفية استخدام المملكة المتحدة لوسائل الإعلام الخاصة بهم.